# Українці Бразилії (книга)

Обкладинка книги «Українці Бразилії»

Українці Бразилії / Os Ucranianos do Brasil / Ukrainians in Brazil — це ґрунтовне багатогалузеве колективне дослідження про історію та народну культуру однієї з найстаріших українських діаспор світу — бразильської. Авторський колектив включає дослідників з України, Бразилії та Канади, які представляють різні наукові дисципліни — історію, соціальну й етнічну географію, культурну антропологію, лінгвістику, етнологію та фольклористику. Колективна монографія «Українці Бразилії» є тримовною: в ній представлені тексти українською, португальською та англійською мовами. Видання здійснене під патронатом Надзвичайного та Повноважного Посла України в Канаді канд. філолог. наук Ігоря Осташа.

## Вихідні дані
Українці Бразилії / Os Ucranianos do Brasil / Ukrainians in Brazil; історико-етнологічне дослідження [гол. наук.ред. М. Гримич та ін.] — К.: Дуліби, 2011. — 262 с.: іл. (Серія «Історична етнологія»), укр., португ. та англ. мовами.

## Історія проекту
У 2009 р. група канадських та українських дослідників у складі — доктора фольклористики Андрія Нагачевського (професора університету Альберти, Едмонтон), директора Центру українського та канадського фольклору імені Кулів; доктора історії Сергія Ціпка (координатора підрозділу «Ініціативи досліджень української діаспори» канадського Інституту українських студій в Едмонтоні); доктора географії Джона Лера (професора університету Вінніпегу) та доктора історичних наук Марини Гримич (на той час професора університету Альберти, Едмонтон) вирушила у наукову експедицію до Федеративної Республіки Бразилії. Метою експедиції було вивчення історії, побуту, культурного ландшафту і традиційної культури українського населення, що проживає з кінця XIX ст. у двох штатах — Парана і Санта-Катаріна. Основний дослідницький акцент було поставлено на польові дослідження. Паралельно було обстежено архіви і фонди українського музею «Тисячоліття» та українсько-бразильську видавничу продукцію.

## Авторський колектив
В основу авторського колективу лягли наукові праці чотирьох учасників історико-географічно-етнологічної експедиції 2009 року, котрі і стали засновниками видавничого проекту. До авторського колективу було залучено ряд бразильських дослідників (Маріано Чайковський, Пауло Ґеріос, Сесілія Гавришко, Аделія Гарасенко, Ольга-Надія Калько) і молоду авторку з України Марину Бондаренко.

## Структура видання
Книга складається з Вступного слова Головного наукового редактора Марини Гримич і трьох розділів:
1. Історія імміграції.
2. Ідентичність, етнічність, етнічна ідентичність.
3. Господарство, народна матеріальна та духовна культура.